# Ruta de Illinois 156
La Ruta de Illinois 156, y abreviada IL 156 (en inglés: Illinois Route 156) es una carretera estatal estadounidense ubicada en el estado de Illinois. La carretera inicia en el oeste desde la Walnut Road, South Meyer Avenue & C Road en Valmeyer hacia el este en la IL 13     en New Athens. La carretera tiene una longitud de 36,9 km (22.95 mi).

## Mantenimiento
Al igual que las autopistas interestatales, y las rutas federales y el resto de carreteras estatales, la Ruta de Illinois 156 es administrada y mantenida por el Departamento de Transporte de Illinois por sus siglas en inglés IDOT.